# Полум'яне (Кропивницький район)
Полум'я́не (у XIX ст. — Пустопілля (або Резанівка) Нечаївської волості Єлисаветградського повіту) — село в Україні, у Кетрисанівській сільській громаді Кропивницького району Кіровоградської області. Населення становить 134 осіб.

## Населення
Згідно з переписом УРСР 1989 року чисельність наявного населення села становила 230 осіб, з яких 107 чоловіків та 123 жінки.
За переписом населення України 2001 року в селі мешкало 135 осіб.

### Мова
Розподіл населення за рідною мовою за даними перепису 2001 року:
| Мова       | Відсоток |
| ---------- | -------- |
| українська | 97,76 %  |
| російська  | 1,49 %   |
| молдовська | 0,75 %   |